# Заза Наполи
Влади́м Влади́мирович Каза́нцев (род. 14 апреля 1973, Яровое, СССР), более известен под сценическим псевдонимом За́за На́поли — российский поп-певец, актёр театра и кино (театральное амплуа травести) и телеведущий.

## Биография
Владим Казанцев родился 14 апреля 1973 года в городе Яровое. В 1991 году Владим окончил училище и получил диплом учителя начальных классов. Позже пошёл работать в школу. Проработав там один год, уволился и поступил в Восточно-Сибирский государственный институт культуры на отделение театрального искусства по специальности актёр театра и кино. До переезда в столицу жил в Улан-Удэ, работал в местной ГТРК, играл в театре и вёл официальные концерты.
В 1997 году переехал в Москву, а в 1998 году основал травести-театр «Райские птицы». В 2002 году снялся в криминальном фильме «Ледниковый период». В 2006 году в образе Зазы Наполи принял участие в сериале «Не родись красивой». Также снимался в триллере «Проклятый рай», комедии «Короли игры» и др. В 2007 году стал телеведущим программы «Сук@любовь» на НТВ (под псевдонимом, созвучным с названием передачи).
В 2017 году выпустил дебютный альбом получивший название «Для тебя…», в который вошли 22 трека. На песни «Бабушки», «Давайте выпьем» и «Подруга» записал клипы. В этом же году выпустил альбом под названием «Это можно…», в него вошли 12 треков. В 2020 году в свет вышел альбом «Бархатный рай», в 2021 новый альбом «Улыбнись!».
В 2020 году был ведущим Youtube-шоу «За лупой».
Является обладателем таких премий как: Night Life Awards, «Лучшее клубное шоу» и «Серебряная калоша».
С 2004 по 2020 был женат на Татьяне Сумченко, разведён.

## Дискография

### Альбомы
| Оценки критиков | Оценки критиков |
| Источник        | Оценка          |
| --------------- | --------------- |
| InterMedia      | [ 8 ]           |

| Год  | Название         | Подробнее                                                                    |
| ---- | ---------------- | ---------------------------------------------------------------------------- |
| 2015 | «Для тебя…»      | - Выпущен: 2015 - Формат: цифровое скачивание и CD - Лейбл: SuperMegaHit.com |
| 2017 | «Это можно…»     | - Выпущен: 2017 - Формат: цифровое скачивание и CD - Лейбл: SuperMegaHit.com |
| 2020 | «Бархатный рай»  | - Выпущен: 2020 - Формат: цифровое скачивание и CD - Лейбл: Perpetuum Music  |
| 2021 | «Улыбнись!»      | - Выпущен: 2021 - Формат: цифровое скачивание и CD - Лейбл: Perpetuum Music  |
| 2023 | «Красная помада» | *Выпущен: 2023 *Формат: цифровое скачивание и CD *Лейбл: Perpetuum Music     |
| 2023 | «Люда»           | - Выпущен: 2023 - Формат: цифровое скачивание и CD - Лейбл: Perpetuum Music  |

## Фильмография
1. 2002 — Ледниковый период — участник травести шоу
2. 2005 — Не родись красивой — Валера-Венера
3. 2006 — Проклятый рай — Клава Шифер
4. 2007 — Короли игры — трансвестит в парке
5. 2013 — Студия 17 — Эмма
6. 2017 — Лео и Ураган — Мамка
7. 2022 — Жена Чайковского — Кондратьев
8. 2023 — Евгенич — Камео